# جيرالد كلاوسون
جيرالد كلاوسون (10 نوفمبر 1917 – 14 فبراير 2001) هو سبّاح كندي راحل، مثّل بلاده في الألعاب الأولمبية الصيفية 1936.

## روابط خارجية
جيرالد كلاوسون على موقع الاتحاد الدولي للسباحة (الإنجليزية)
- جيرالد كلاوسون على موقع أوليمبيديا (الإنجليزية)
- جيرالد كلاوسون على موقع اللجنة الأولمبية الكندية (الإنجليزية)